# Baerenthal
Baerenthal è un comune francese di 751 abitanti situato nel dipartimento della Mosella nella regione del Grand Est.

## Geografia fisica
Baerenthal si trova a circa quindici chilometri da Bitche e a dodici chilometri da Niederbronn, nella parte sud-est del cantone di Bitche. Il capoluogo è collocato a duecentoquaranta metri di altitudine, nella verde valle del fiume Zinsel du Nord.

## Società

### Evoluzione demografica
Abitanti censiti